# Dwars door het Hageland 2022
La Dwars door het Hageland 2022, diciassettesima edizione della corsa e valevole come ventottesima prova dell'UCI ProSeries 2022 categoria 1.Pro, si svolse l'11 giugno 2022 su un percorso di 177 km, con partenza a Aarschot e arrivo a Diest, nella provincia del Brabante Fiammingo, in Belgio. La vittoria fu appannaggio dell'olandese Oscar Riesebeek, che completò il percorso in 4h06'59", alla media di 42,999 km/h, precedendo il belga Gianni Vermeersch e il francese Florian Sénéchal.
Sul traguardo di Diest 54 ciclisti, sui 116 partiti da Aarschot, portarono a termine la competizione.

## Squadre e corridori partecipanti
| N.    | Cod. | Squadra                     |
| ----- | ---- | --------------------------- |
| 1-7   | UXT  | Uno-X Pro Cycling Team      |
| 11-17 | QST  | Quick-Step Alpha Vinyl Team |
| 21-27 | LTS  | Lotto Soudal                |
| 31-36 | IWG  | Intermarché-Wanty-Gobert    |
| 41-47 | COF  | Cofidis                     |
| 51-56 | IPT  | Israel-Premier Tech         |
| 61-66 | BEX  | Team BikeExchange-Jayco     |
| 71-76 | UAE  | UAE Team Emirates           |
| 81-87 | AFC  | Alpecin-Fenix               |

| N.      | Cod. | Squadra                           |
| ------- | ---- | --------------------------------- |
| 91-97   | BWB  | Bingoal Pauwels Sauces WB         |
| 101-107 | SVB  | Sport Vlaanderen-Baloise          |
| 111-117 | BBK  | B&B Hotels-KTM                    |
| 121-127 | ARK  | Team Arkéa-Samsic                 |
| 131-137 | BTL  | Baloise Trek Lions                |
| 141-146 | TIS  | Tarteletto-Isorex                 |
| 151-157 | MCT  | Minerva Cycling                   |
| 161-167 | GDM  | Geofco-Doltcini Materiel Velo.com |
| 171-177 | PSB  | Pauwels Sauzen-Bingoal            |

## Ordine d'arrivo (Top 10)
| Pos. | Corridore         | Squadra     | Tempo    |
| ---- | ----------------- | ----------- | -------- |
| 1    | Oscar Riesebeek   | Alpecin     | 4h06'59" |
| 2    | Gianni Vermeersch | Alpecin     | a 1"     |
| 3    | Florian Sénéchal  | Quick-Step  | a 3"     |
| 4    | Stan Van Tricht   | Quick-Step  | a 6"     |
| 5    | Loïc Vliegen      | Intermarché | s.t.     |
| 6    | Arnaud De Lie     | Lotto       | s.t.     |
| 7    | Tom Devriendt     | Intermarché | s.t.     |
| 8    | Piet Allegaert    | Cofidis     | s.t.     |
| 9    | Clément Russo     | Arkéa       | a 9"     |
| 10   | Rasmus Tiller     | Uno-X       | s.t.     |